# Comuna Jovtanți, Kameanka-Buzka
Jovtanți (în ucraineană Жовтанці) este o comună în raionul Kameanka-Buzka, regiunea Liov, Ucraina, formată din satele Hraboveț, Jovtanți (reședința), Kolodenți, Stavnîkî și Vîhopni.

## Demografie
Componența lingvistică a comunei Jovtanți
     Ucraineană (99,62%)
     Alte limbi (0,35%)
Conform recensământului din 2001, majoritatea populației comunei Jovtanți era vorbitoare de ucraineană (99,62%), existând în minoritate și vorbitori de alte limbi.